# Севастьянов, Иван Васильевич
Иван Васильевич Севастьянов (10 октября 1920, Березняки, Саратовская губерния — 2004, Санкт-Петербург) — советский художник театра  и кино, заслуженный деятель искусств РСФСР (1955), народный художник РСФСР (1960).

## Биография
После окончания в 1940 году театрально-декорационного отделения Саратовского художественного училища, работал художником-исполнителем, в 1941—1952 годах — художник-постановщик Саратовского театра оперы и балета.
В 1952—1962 годах работал главным художником Новосибирского театра оперы и балета. В 1963—1981 годах — главный художник Ленинградского Государственного академического театра оперы и балета им. С. М. Кирова.
Сотрудничал с многими театрами РСФСР и союзных республик. Создал как художник около 200 театральных постановок.
Персональные выставки И. В. Севастьянова состоялись в Москве (1971, 2009) и в Саратове (1991).